# Воля-Нехцицька-Стара
Воля-Нехцицька-Стара (пол. Wola Niechcicka Stara) — село в Польщі, у гміні Розпша Пйотрковського повіту Лодзинського воєводства.
Населення — 340 осіб (2011).
У 1975-1998 роках село належало до Пйотрковського воєводства.

## Демографія
Демографічна структура станом на 31 березня 2011 року:
|          | Загалом | Допрацездатний вік | Працездатний вік | Постпрацездатний вік |
| -------- | ------- | ------------------ | ---------------- | -------------------- |
| Чоловіки | 167     | 33                 | 117              | 17                   |
| Жінки    | 173     | 41                 | 97               | 35                   |
| Разом    | 340     | 74                 | 214              | 52                   |